# 아햏햏
아햏햏은 다양한 뜻을 지니는 인터넷 유행어이다.
아햏햏은 2002년과 2003년에 유행하였으며 국립국어연구원에 의해 짤방과 같이 신조어로 정식 인정된 적도 있으나(2002년 신어 보고서에 수록), 2003년까지 쓰였으나 2004년에 들어선 이후로는 더 이상 사용되지 않으며, 심지어 아햏햏이 만들어진 디시인사이드에서도 사용되지 않는다. 아햏햏은 디시인사이드 사용자들이 이 모호하고 기분이 언짢은 상황을 표현했던 글로 의성어로는 어리석다는 뜻과 혀과 꼬이면서 당혹스러운 상황을 표현한다.

## 표기와 발음
한자로는 亞行杏(아행행)으로 표기하며, 로마자로는 보통 ahehheh으로 표기한다. 재미로 '아헿헿', '아핳핳', '으흫흫' 등으로 표기하는 경우도 있다.
아햏햏은 현대 국어에 잘 쓰이지 않는 'ㅎ' 받침을 써서 발음을 어떻게 해야 하는지에 대한 논란이 많다. 발음을 생각지 않고 태어난 신조어이니만큼 아무렇게나 발음해도 상관 없다는 의견이 있지만, 여러 의견 중에서 발음 가능한 표현들을 살펴보면 다음과 같다.
- [아행행] : 햏자, 수햏, 亞行杏 등의 용례를 고려한 발음이다.
- [아해해] : 'ㅎ' 받침을 생략한 발음이다.
- [아해탣] (←[아핻핻]) : 한국어 발음 규칙에 따른 발음이다. 자음의 끝소리 규칙에 따라 'ㅎ' 받침은 'ㄷ' 받침으로 발음되고, 첫 번째 '햏[핻]'의 받침은 뒤의 '햏'의 초성 'ㅎ'과 음운 동화가 일어나 'ㅌ'으로 소리난다.[2] 이는 대구광역시 교육청 주관 2012년 고1 영남권 모의고사 국어영역 11번 문제에 '아햏햏'의 발음법에 대한 문제의 답안이 되기도 했다.

## 유래
2002년 4월 엽기 갤러리에서 유행하기 시작하던 꾸준글들이 생겨났다.
홀맨, 피바다, 정신과전문의 표진인 등등 고정리플들을 다는 사람들이 많았는데, 한 유저가 "아햏햏 소피티아"라는 고정 리플을 달면서 엽기 갤러리에서 알려지게 되었다.

## 햏자
햏자[행자, 行者]는 아햏햏으로부터 파생된 말의 하나로, 디시인사이드에서 활동하는 네티즌들이 자신을 지칭하는 말로 사용하였던 단어이다. 이들은 낮에 자고 밤에 활동하거나 라면을 주로 먹으며 인터넷상의 모든 표현에 "아햏햏"을 쓰는 등의 자신들의 특징을 "수햏"하는 활동으로 표현한다. 이들은 평소에 합성사진을 만들어 공유하거나 게시물에 답변을 먼저 달기 위해 경쟁하는 등수놀이, 성인물 감상 등을 즐겨하였다.
아햏햏과 마찬가지로 현재는 자신을 햏자로 지칭하는 사람이 없다.
햏자의 다른 뜻으로는 무엇인가를 한다는 혹은 행한다는 의미를 가진다.
파생어로 햏테(햏력 테스트=햏자 능력 테스트;짤방을 어디서 찍었는지 알아맞추는 테스트)가 있다.

## 파생 상품 및 인물
- 아햏햏 티셔츠 : T09 피터판규햏자가 만든티셔츠로, 붓글씨로 적힌 아햏햏이 새겨진 티셔츠이다.
- 아햏햏 D.O.G. : MSN 메신저와 연동되어 각종 상황을 소리나 진동으로 알려주는 강아지 모양의 인형이다.
- 아햏햏 밴드 : 정식 명칭은 '저질카피밴드 아햏햏'으로 아햏햏 사이트의 햏자들(아랑쑈, 풍걸,윤득햏, 풍각, 피터판규, 오사마)이 모여서 만든 밴드이다. 맴버 중 아랑쑈는 이후 블랙티 라는 그룹의 맴버를 거쳐 버블시스터즈의 맴버로 활동중이다.

## 관련 인물
- 김풍 - 웹툰 작가로, 아햏햏 문화를 배경으로 한 웹툰으로 유명해졌다.

## 같이 보기
- 스타쉬피스

### 내용주
1. ↑  주침야활(晝寢夜活)
2. ↑  면식수햏(麵食修行)
3. ↑  햏언수햏(行言修行)
4. ↑  다른 사람을 부를 땐 쓴다.